# Chaumont-en-Vexin
Chaumont-en-Vexin är en kommun i departementet Oise i regionen Hauts-de-France i norra Frankrike. Kommunen ligger i kantonen Chaumont-en-Vexin som tillhör arrondissementet Beauvais. År 2022 hade Chaumont-en-Vexin 3 359 invånare.

## Befolkningsutveckling
Antalet invånare i kommunen Chaumont-en-Vexin
| Referens: INSEE |